# Kamancheh
De kamancheh (ook kamānche of kamāncha, Adygees: Шык1э пщын, Armeens: քամանչա, Lazisch: ჭილილი, Azerbeidzjaans: kamança, Perzisch: کمانچه) is een strijkinstrument met een lange hals dat met name populair is in het Armeens hoogland, Iran, Centraal-Azië en de Kaukasus. Het is een instrument uit de familie van de rebec en mogelijk verwant aan de kemençhe, de Kretenzische lyra en de Bulgaarse gdulka. 
De kamancheh vindt waarschijnlijk haar oorsprong in het oude Perzië. De puntviool heeft een bolvormige klankkast gemaakt van een kalebas waar de kop is afgesneden. De zo ontstane opening is afgespannen met een dierenvel van lams-, geiten- of vissenhuid waarover de snaren lopen. Het instrument bestaat in vele vormen, soorten en afmetingen.
Oorspronkelijk had de kamancheh drie zijden snaren. Tegenwoordig wordt er op vier metalen snaren gespeeld.
Enkele bekende bespelers van de kamancheh zijn Ali-Asghar Bahari, Kayhan Kalhor en Ardeshir Kamkar.